# Cristina Roccati
Cristina Roccati, née le 24 octobre 1732 à Rovigo et décédée le 16 mars 1797 dans cette même ville, est une physicienne et poétesse italienne.

## Biographie
Cristina Roccati est née au sein d'une famille aisée de Rovigo, en Italie.
Elle poursuit des études en lettres classiques, sous la direction de Pietro Bertaglia de Arquà, futur recteur du séminaire de Rovigo. Elle compose également des vers qui lui vaudront de recevoir, à l'âge de 15 ans, des éloges de l'Académie des Concordi de Rovigo. En 1747, elle obtient l'autorisation de ses parents pour poursuivre des études de philosophie naturelle, à l'université de Bologne, où elle est la première étudiante non-bonolaise à être admise. Elle étudie la littérature, la logique, la métaphysique, la morale, ainsi que la météorologie et l'astronomie. Elle se consacre toutefois principalement à la physique et aux sciences naturelles.
Elle est décorée pour ses poèmes et sonnets, à Bologne. Elle devient membre en 1749 de l'Académie des Concordi de Rovigo, en 1750 de l'Accademia degli Apatisti à Florence et en 1753 de l'Arcadie sous le pseudonyme d'Aganice Aretusiana, ainsi que de l'Académie des Ardenti à Bologne et de l'Académie des Ricovrati à Padoue. 
Considérée comme une prodige, Cristina Roccati obtient sa licence de philosophie le 15 mai 1751, à une époque où il était difficile pour les femmes d'accéder aux études supérieures. Elle est la troisième femme à obtenir un diplôme universitaire en Italie,. Elle commence à enseigner la physique à l'Académie des Concordi de Rovigo la même année, et continuera au moins jusqu'en 1777. Par la suite, elle part étudier à l'université de Padoue. Elle y étudie la physique newtonienne, le grec et l'hébreu, tout en continuant à cultiver ses intérêts littéraires et à composer des vers. Elle est toutefois contrainte d'interrompre ses études à Padoue en 1752, à cause de difficultés financières rencontrées par sa famille. Elle retourne à Rovigo, où elle enseigne également la physique,.
À l'Académie des Concordi de Rovigo, elle organise des cours du soir de physique newtonienne pour d'autres membres. De ses plans de cours pour ces conférences, seuls no 51 ont été trouvés. Elle est élue présidente de l'établissement, en 1754.
Cristina Roccati décède à Rovigo le 16 mars 1797.